# Hartwig von Passau
Hartwig († 866) war von 840 bis 866 der 10. Bischof von Passau.
Hartwig war Vorsteher des Königsklosters Tegernsee, vielleicht Mitglied der Hofkapelle und familiaris König Ludwigs des Deutschen.